# Episodi di The Scooby-Doo Show (prima stagione)
Lista degli episodi della prima stagione di The Scooby-Doo Show.
| N° | Titolo Episodio                                     | Titolo Originale                            | Prima TV Originale |
| -- | --------------------------------------------------- | ------------------------------------------- | ------------------ |
| 01 | I fantasmi di lusso                                 | High Rise Hair Raiser                       | 11 settembre 1976  |
| 02 | Scooby-Doo e il fantasma azteco                     | The Fiesta Host Is an Aztec Ghost           | 18 settembre 1976  |
| 03 | Scooby-Doo e il terribile alligatore                | The Gruesome Game of the Gator Ghoul        | 25 settembre 1976  |
| 04 | Scooby-Doo e il fantasma spaventoso                 | Whatta Shocking Ghost                       | 2 ottobre 1976     |
| 05 | Cavaliere senza testa                               | The Headless Horseman of Halloween          | 9 ottobre 1976     |
| 06 | Cavalieri della Tavola Rotonda                      | Scared a Lot in Camelot                     | 16 ottobre 1976    |
| 07 | Il caso dei malati scomparsi                        | The Harum Scarum Sanitarium                 | 23 ottobre 1976    |
| 08 | Lo zombie senza volto                               | The No-Face Zombie Chase Case               | 30 ottobre 1976    |
| 09 | La magia voodoo                                     | Mamba Wamba and the Voodoo Hoodoo           | 6 novembre 1976    |
| 10 | Segugio pauroso                                     | A Frightened Hound Meets Demons Underground | 13 novembre 1976   |
| 11 | Il fantasma del toro scatenato                      | A Bum Steer For Scooby                      | 20 novembre 1976   |
| 12 | Il diabolico squalo                                 | There's a Demon Shark in the Foggy Dark     | 25 novembre 1976   |
| 13 | Scooby-Doo e l'equipaggio svanito                   | Scooby-Doo, Where's the Crew?               | 27 novembre 1976   |
| 14 | L'enigma del giocatore di rugby                     | The Ghost that Sacked the Quarterback       | 4 dicembre 1976    |
| 15 | Il fantasma dell'uomo arrabbiato                    | The Ghost of the Bad Humor Man              | 11 dicembre 1976   |
| 16 | Scooby-Doo e i fantasmi della guerra d'Indipendenza | The Spirits of '76                          | 18 dicembre 1976   |

## I fantasmi di lusso
Quando Fred, Shaggy e Scooby ottengono degli impieghi in una ditta di costruzioni, essi scoprono che il sito dell'edificio è infestato dal fantasma di Ebenezer Crabbe, un presunto stregone la cui casa sorgeva sul luogo dei lavori. 
- Mostri: Spettro di Ebenezer Crabbe/Red Sparks e Netty Crabbe/Jim Rivets

## Scooby-Doo e il fantasma azteco
La gang è a Cinqo, Messico per partecipare ad una fiesta che viene cancellata, a causa del fantasma di Katazuma, un antico re azteco e il suo scagnozzo, una statua azteca vivente.
- Mostri: Fantasma di Re Katazuma/Professor Stonehack e la Statua azteca di pietra/Elina Stonehack

## Scooby-Doo e il terribile alligatore
Sulla strada per visitare mamma e papà Skillet e Scooby-Dum, la banda trova il demone alligatore, che sta facendo scappare le persone lontano dalla palude.
- Mostro: Alligatore/Alice Dovely

## Scooby-Doo e il fantasma spaventoso
Un serbatoio di benzina vuoto costringe la banda a fermarsi per la notte a Winterhaven. Tuttavia, il residente più spaventoso della città, il Fantasma da 10.000 Volt, intende assicurarsi che nessuno rimanga a lungo. Il Fantasma è lo spirito di un elettricista vendicativo o ci sono altri mostri banali all'opera?
- Mostro: Fantasma da 10.000 Volt/Voltner

## Cavaliere senza testa
Ad Halloween, la banda porta Scooby-Dum con loro a una festa di Halloween. Quando la luce va via, uno degli ospiti scompare e la banda deve inseguire il leggendario Cavaliere senza testa per risolvere il mistero.
- Mostro: Cavaliere senza testa/Elwood Crane

## Cavalieri della Tavola Rotonda
Quando lo zio di Shaggy scompare, la banda si reca al suo castello per indagare. Si scopre che quando lo zio di Shaggy spedì il castello dal Regno Unito, riportò con sé il fantasma di Merlino, un cavaliere spettrale noto come Cavaliere Nero, e i fantasmi della Tavola Rotonda di Re Artù.
- Mostri: Fantasma di Mago Merlino/Clarence/Zarko e il Cavaliere Nero/Scagnozzo di Zarko

## Il caso dei malati scomparsi
Scooby, Shaggy, Fred, Daphne e Velma stanno guidando lungo una strada buia in una notte tempestosa, sulla via del ritorno dalle Cascate del Niagara. Presto si rendono conto di essere persi. Si imbattono in un ufficiale di pattuglia di frontiera canadese, l'agente Oldfield, che li avverte di non oltrepassare il sanatorio, che si dice sia perseguitato dal fantasma del dottor Coffin. La banda continua a guidare ma, a causa di un fulmine che lo colpisce, un segnale stradale punta nella direzione sbagliata e li conduce verso l'ospedale infestato. Lì, assistono ai paramedici che trasportano un paziente all'interno: Velma pensa che sia strano che lo stiano facendo in una tempesta e di notte. Scendono dal furgone e vengono inseguiti dai cani da guardia. Ma qualche istante dopo i cani si allontanano come cuccioli. L'uomo all'interno del sanatorio, il dottor Tooksbury, li invita a cena. Afferma che i cani possono essere domati da diversi tipi di musica, ecco perché si sono allontanati.
Il dottor Tooksbury dice alla banda che era l'assistente del dottor Coffin e che i suoi pazienti continuano a scomparire. La Mystery Inc. decide di passare la notte nell'ospedale. Fred, Shaggy e Scooby in una stanza, e Velma e Daphne in un'altra. I ragazzi vedono il Dr. Coffin fuori dalla finestra e Scooby trova un passaggio segreto in una stanza che contiene uno specchio gigante. Shaggy preme un interruttore e il tetto si apre, rivelando la luna che brilla e si riflette sullo specchio. È una fornace solare e Fred non sa perché sia nel sanatorio. Il Dr. Coffin appare di nuovo allo specchio e Fred, Shaggy e Scooby fuggono. Velma e Daphne sono testimoni di paramedici che trasportano un altro paziente in ospedale, ma il paziente non sembra vivo.
Tutta la banda segue l'ambulanza mentre si dirige verso un abisso profondo. L'ambulanza è svanita all'improvviso, il dottor Coffin appare su una scogliera e ride maniacalmente e poi scompare. Decidono di dormire un po', per cercare di risolvere il mistero il mattino. Nel mezzo della notte, il dottore pazzo inizia a suonare l'organo mettendo Scooby in trance. La banda si sveglia e va nella stanza degli organi, dove si sveglia Scooby e viene inseguita dai cani da guardia, proprio in una stanza piena di parrucche, che è il loro secondo indizio. La banda si divide per cercare indizi e Shaggy e Scooby trovano il laboratorio del dottore pazzo. Appare il dott. Coffin e li insegue attorno al sanatorio. Fred, Daphne e Velma trovano l'obitorio, dove scoprono che i "pazienti" che stanno vedendo sono solo pile di lingotti d'oro su una barella con parrucche che spuntano da sotto il lenzuolo per far sembrare che siano persone. I paramedici hanno contrabbandato oro dentro e fuori dal sanatorio.
Quindi, Scooby e Shaggy si imbattono con il Dr. Coffin dietro di lui. Si nascondono sotto una coperta su una barella e il dottor Coffin e i suoi due scagnozzi prendono Scooby e Shaggy, li caricano sull'ambulanza e vanno via! Fred, Daphne e Velma seguono l'ambulanza in una miniera piena d'oro e una macchina che avvolge l'oro in involucri di pane. Scooby e Shaggy scappano e vengono inseguiti in vagoni ferroviari, ma il dottor Coffin e i suoi scagnozzi cadono nella macchina e si avvolgono. Il dottor Coffin è smascherato come ... Ufficiale Oldfield! L'ufficiale di pattuglia di frontiera. L'uomo in posa come ufficiale Oldfield era il capofila di un'operazione di contrabbando d'oro. Ha usato il fantasma del dottor Coffin e dei cani da guardia per spaventare la gente. Hanno messo castelli d'oro a forma umana sulle barelle con le parrucche e le hanno caricate su ambulanze per spingere l'oro oltre il confine, e le autorità avrebbero pensato che fossero solo pazienti. Quindi avrebbero modellato l'oro in lingotti con la fornace solare e lo avrebbero contrabbandato attraverso il confine negli Stati Uniti.
Poco dopo il gruppo, durante il quale Scooby balla con Daphne, facendolo chiamare "Un vero Fred Astaire", ma fugge quando Cuddles e Shoonkums (i cani da guardia) si presentano dietro di lui e lo invitano a ballare con loro.
- Mostro: Fantasma del Dottor Coffin/Ufficiale Oldfield

## Lo zombie senza volto
La banda sta cenando in una paninoteca; accanto, una strana figura simile a uno zombie senza volto in un mantello rosa sta rapinando un negozio di monete. Scooby lo testimonia e lo dice alla banda. La banda parla alla polizia di ciò che Scooby ha visto, ma il tenente è scettico. Il proprietario del negozio di monete afferma che il ladro ha rubato il Galeone d'oro, un valore apparentemente maledetto. Quindi Mystery Inc. si mette al lavoro e inizia a seguire lo Zombie senza volto. Lo seguono nella fabbrica di giocattoli Dilly Dally. Sono accolti da un guardiano notturno che li rimprovera e dice loro di andarsene. Quindi hanno impostato un piano per entrare attraverso una finestra aperta. Scooby viene catapultato all'interno, quindi Fred e Shaggy vengono sollevati con una cassa su un carrello elevatore, ma un'auto si alza, costringendo Velma e Daphne a nascondersi nella cassa. Uno degli uomini della macchina guida il carrello elevatore in un garage e Velma e Daphne rimangono intrappolati nella cassa. Fred, Scooby e Shaggy si affrettano in soccorso del garage e li liberano poco prima di imbattersi nei due uomini che sono i proprietari della fabbrica, il signor Dilly e il signor Dally. La banda racconta loro la loro storia a Mr. Dilly e Mr. Dally avvertendo ai bambini di rimanere in ufficio, mentre vanno a cercare lo zombie. Il signor Dilly e il guardiano iniziano a cercare e il signor Dally viene catturato dallo zombi senza volto. All'interno dell'ufficio, Velma trova una rivista con tre pagine strappate, il loro primo indizio. Quindi, lo Zombi senza volto attacca Scooby e la banda, ma riescono a strisciare il Galeone d'oro e fuggire dallo zombi. Quando scappano, scoprono un altro cattivo: un gigantesco gorilla è ora alla ricerca della banda! Scooby e Shaggy si imbattono nella mensa e si scontrano con la macchina per i popcorn.
Dopo essere fuggiti dagli scagnozzi, telefonano alla polizia e lui dice loro che dovranno aspettare lì per aspettare l'arrivo del tenente. Il gorilla e lo zombi appaiono di nuovo e li inseguono tutti. Nel processo, lo zombi fa scorrere il galeone. Vengono inseguiti un po' 'di più e, mentre corre, Scooby precipita in una macchina da duplicazione e si moltiplica. Dopo essere stato trovato in una stanza piena di più cani, Scooby si unisce a Shaggy correndo fuori in una tribuna e acquista una copia di quella rivista trovata da Velma, per vedere quali pagine sono state strappate. Ma il gorilla appare e li insegue alla fabbrica. Nel frattempo, Velma, Fred e Daphne riescono a rubare la moneta allo zombi. Il tenente, Scooby e Shaggy arrivano in fabbrica e si imbattono in Fred e le ragazze. Ma lo zombi appare e prende di nuovo il galeone d'oro. Dopo un breve inseguimento, si schiantano contro lo zombi e scoprono che si trattava di un robot computerizzato. Il gorilla appare e fa scorrere la moneta, e cerca di scappare, ma Shaggy e Scooby agiscono velocemente e lo intrappolano.
Il gorilla è smascherato come Mr. Dilly. Ha letto l'articolo sulla moneta in quella rivista e ha programmato quel robot per rubare la moneta perché valeva un milione di dollari. Poi, quando la banda era su di lui, ha inventato il gorilla per spaventarli.
Come ricompensa, il signor Dally apre la caferteria di fabbrica. Tuttavia, quando Shaggy e Scooby ordinano degli hamburger, Dally rivela che se ne sono andati tutti quando i duplicati di Scooby li hanno mangiati tutti.
- Mostri: Zombie senza volto/Robot e il Gorilla/Mr. Dilly

## La magia voodoo
La banda sta assistendo al concerto del loro vecchio amico, Alex Super, che è diventato il cantante di una band famosa. Durante una delle nuove canzoni della band, intitolata "Mamba Wamba", appare un antico sciamano, dicendo loro che hanno violato un canto sacro suonando la canzone. Con una nuvola di fumo, scompare, prendendo Lila, membro femminile solista della band. La banda decide di aiutare Super a trovare Lila andando alla Maison Dupree, la piantagione su cui è cresciuta Lila. Lì, scoprono bambole voodoo di tutti i membri di Super, incluso il loro manager, Roger.
Mentre sono alla ricerca di indizi, uno zombi sembra inseguire Shaggy e Scooby. Dopo che tutti i membri della band scompaiono uno per uno, spetta alla banda salvarli, così come Lila. Dopo un tentativo fallito di catturare Mamba Wamba, la banda decide di dividersi ancora una volta. Shaggy e Scooby vengono inseguiti dallo zombi fuori e si rifugiano in un campo di erba.
Dopo aver perso lo zombi, hanno sentito battere in un registro vicino, che credono sia dentro Mamba Wamba, ma si è scoperto che dentro c'era una rana. Sentono sentire i tamburi voodoo in lontananza e tentano di scappare da loro (con la rana che fa l'autostop con loro) ma finiscono in cima a una capanna. Mentre si nascondono, scoprono di essere nella tana di Mamba Wamba, dove vedono Alex, Ray e Deek tenuti in ostaggio. Scoprono anche che Lila è stata infatti trasformata in uno zombi. Mamba Wamba promette ad Alex, Ray e Deek lo stesso destino di Lila, a meno che non firmino una pergamena che promette di non riprodurre mai più il canto sacro. Alex firma la pergamena, proprio mentre Scooby e Shaggy regalano i loro nascondigli. La rana quindi ruba la pergamena con Shaggy, Scooby, Mamba Wamba, lo zombi e Lila che la inseguono.
Shaggy e Scooby fuggirono, dando la pergamena a Fred, Daphne e Velma, che la riconoscono come l'ultimo indizio. Inventano una trappola per catturare Mamba Wamba. Dopo averli catturati in una rete, la banda chiama la polizia per svelare ciò che sta accadendo.
Si scopre che Roger era Mamba Wamba, Lila si è interpretata come uno zombi e l'altro zombi è uno scagnozzo sconosciuto. Sia Roger che Lila hanno capito che la canzone, Mamba Wamba, valeva milioni. Così hanno escogitato uno schema per spaventare la band dai loro diritti sul denaro. Il documento firmato da Alex era in realtà un rilascio legale con una falsa pergamena incollata sopra le loro firme.
Tutti hanno festeggiato cenando nella piantagione con il gumbo di Crawdad. Tuttavia, la rana ha mangiato ogni goccia nel piatto, quindi Shaggy suggerisce di preparare un gumbo di rana invece che spaventa la rana, ma è tornato dopo che Shaggy gli ha assicurato che stava solo scherzando e che preferiscono comunque la pizza.
- Mostri: Fantasma dello sciamano Mamba Wamba/Roger, lo zombie di Lila/Lila e lo zombie scagnozzo/scagnozzo sconosciuto

## Segugio pauroso
Una notte in un grande cantiere, una gru solleva una trave di ferro mentre un uomo assiste le bretelle. All'improvviso, appare un grande soffio di fumo rosa e appare un gigantesco demone alato rosso! L'uomo salta sul raggio mobile e mentre il demone lo colpisce, lascia un'impronta di una mano che ha bruciato proprio attraverso il metallo! Fred, Daphne, Velma, Shaggy e Scooby stanno cenando e leggendo un articolo su un avvistamento di demoni in un grande cantiere; finora è stato il quinto avvistamento. La banda decide di visitare il sito per cercare di risolvere il mistero. Parlano con il proprietario, il signor Crenshaw, il cui ufficio è stato appena vandalizzato dai demoni. Sostiene che stavano inseguendo un antico talismano che era in grado di respingere i demoni sottoterra. Daphne trova un fiammifero con su scritto "Crow's Nest". Sam Crenshaw spiega che il Crow's Nest è un hotel sul lungomare.
La banda va all'hotel Crow's Nest e parla con il direttore, Sally. Afferma che anche i demoni la stanno terrorizzando. Appare un marinaio di nome Albert Tross, e dice alla banda che i demoni si aggirano nelle banchine di notte, ed è lì che la banda successiva si dirige. Sul molo si separarono. Shaggy e Scooby finiscono inseguiti dai demoni e si incontrano con la banda, raccontando la loro storia. Sally si presenta e dice freneticamente a Mystery Inc. che i demoni hanno preso Albert. La banda scende nel seminterrato di Sally, che contiene l'ingresso alla città sotterranea. Entrano in città e si guardano intorno, ma si separano. Scooby e Shaggy si scontrano di nuovo con i demoni, e Fred, Daphne e Velma trovano un coperchio d'acciaio che conduce sottoterra, dove presumibilmente i demoni sono fuggiti, ma è sigillato ermeticamente.
Shaggy e Scooby si incontrano con Fred e le ragazze, e i cinque furfanti si imbattono in un museo delle cere, pieno di statue di cera di mostri cinematografici classici (un lupo mannaro, il mostro di Frankenstein, ecc.) E scoprono un'esibizione di demoni e una delle mancano statue di demoni. Daphne viene catturata da un demone e la banda si separa per cercarla. Shaggy e Scooby entrano in un vecchio negozio di musica, dove trovano Daphne dentro un pianoforte. Velma e Fred trovano una vecchia farmacia e Velma scopre che una delle bottiglie è stata recentemente manomessa. La bottiglia si rompe e rilascia un gas rosa, lo stesso gas rosa che appare quando si presentano i demoni. Shaggy, Scooby e Daphne si incontrano con Fred e Velma.
All'improvviso, il demone appare e insegue la banda. Tornano al cantiere per trovare l'ufficio del signor Crenshaw distrutto e il signor Crenshaw scomparso. Poi ritornano nella città sotterranea, ancora inseguiti dai demoni, ma riescono a perderli e inciampare in una capanna della funivia. I demoni appaiono di nuovo e Shag e Scoob saltano su una funivia e il demone li insegue attorno alla funivia. Dopo un po' 'di tempo, la macchina del cabel si schianta e Scooby e Shaggy fuggono e si nascondono in un vecchio set cinematografico, dove cadono attraverso una botola, si schiantano contro Velma, Daphne e Fred e sbattono attraverso un vecchio muro, di nuovo nel museo delle cere -dove mancano tutte le statue dei demoni. la banda presenta un piano.
Hanno installato alcune delle figurine mostruose sulle rotaie della funivia e le fanno funzionare lungo le rotaie, inseguendo il demone in un tunnel segreto sotterraneo. Seguono il tunnel e finiscono nel seminterrato di Sally dove appare Albert Tross. Scooby scopre anche un forziere pieno di monete: Albert Tross è il colpevole! La banda lo insegue e alla fine lo intrappola. Si tolgono una maschera di gomma per rivelare Sam Crenshaw sotto. Il suo get-up era Albert Tross; lo usò per riuscire ad entrare nella città sotterranea nel seminterrato di Sally. Ma quando la banda trovò il fiammifero e lo collegò al Crow's Nest, dovette anche far sparire Tross. Le impronte di mani sfrigolanti e il fumo rosso furono fatti usando la medicina in farmacia, e rubava tesori alla città sotterranea. Inoltre, rubò le statue dei demoni dal museo delle cere e le collegò alle funivie per far sembrare che i demoni stessero correndo.
- Mostro: Demone/Albert Tross/Sam Crenshaw

## Il fantasma del toro scatenato
Fred, Daphne, Velma, Shaggy e Scooby stanno guidando attraverso un deserto fino al ranch dello zio Matt di Daphne. All'improvviso, un toro volante e fantasma si avventa nel cielo, costringendo la Mystery Machine a deviare dalla strada e guidare attraverso il deserto. Alla fine perdono il toro e arrivano al ranch, raccontando allo zio Matt del toro fantasma. Sam Farren, allevatore locale, dichiara che molti animali sono scomparsi dal ranch. Lo zio Matt racconta di un toro volante di nome Tamuka (nella versione in italiano Kamuchiko) che custodisce i cimiteri di un'antica tribù che abita sulla scogliera. Scooby e Shaggy sono spaventati da un lenzuolo spettrale, ma si rendono conto che è solo il cuoco del ranch, Lenny. Un'auto si ferma e un caposquadra informa tutti che sono scomparsi altri bovini. Shaggy, Scooby e lo zio Matt si dirigono verso la stazione dello sceriffo. Velma, Daphne e Fred decidono di indagare sul pascolo dove sono scomparse le mucche.
Mentre guidano per la città, Shaggy, Scooby e lo zio Matt guidano attraverso un tunnel in una scogliera e quando escono, lo zio Matt non c'è più! Chiamandolo, non raggiungono alcuna risposta, quindi Shaggy si mette al volante e Scooby e Shaggy tornano al ranch per dire al gruppo. Fred e le ragazze scoprono che il recinto è stato aperto con tronchesi e non ci sono tracce da nessuna parte. Il toro fantasma arriva e il trio fugge. Shaggy e Scooby incontrano anche il toro fantasma e tornano al ranch, che è deserto. Shaggy e Scooby vanno a cercare e dopo una stretta telefonata con un VERO toro pazzo nel fienile, arrivano Fred, Daphne e Velma e Shaggy e Scooby informano in fretta la banda di zio Matt. Quindi, i cinque decidono di avventurarsi nel deserto dove hanno visto per la prima volta il toro volante, con grande dispiacere di Scooby e Shaggy. Poco più avanti sulla strada sterrata, la banda trova tracce di pneumatici e li segue in un cimitero indiano costruito in una scogliera. Seguono un'altra serie di tracce di pneumatici fino a un pascolo nascosto pieno di mucche rubate. Ma arriva un caposquadra del ranch e dice loro di scatenarsi e di non sconfinare così la banda se ne va. Accaddero erroneamente nel ranch di Sam Farren. Quindi tornano al cimitero. Fred, Daphne e Velma entrano mentre Shaggy e Scooby, spaventati come sono, fanno la guardia. All'interno, Velma perde i suoi occhiali e mentre guardano, inciampano su uno scheletro. Dietro, un indiano spettrale appare in cima a una sporgenza sul terreno di sepoltura, eseguendo una danza rituale. Shaggy e Scooby corrono dentro e raccontano alla banda mentre lo scheletro si sbriciola. Tamuka appare all'interno e la banda fugge nel cimitero e si separa. Shaggy e Scooby si imbattono nel fantasma indiano e si nascondono. Il fantasma indiano si arrende e si ritira. Velma, Fred e Daphne vengono suggellati in una stanza. Shaggy e Scooby si imbattono in un nido e appare un'aquila che difende il suo nido e scappano. Fred, Velma e Daphne continuano a fuggire dopo brevi incontri con l'indiano. Scooby e Shaggy vengono inseguiti dal fantasma indiano e si imbattono in un'uscita mentre Velma, Fred e Daphne trovano una tuta da toro robotizzata con rotori di elicotteri e deducono come ci sia un toro volante in giro. Guardano mentre il fantasma indiano salta sul toro per decollare. I tre mettono una trappola e riesce e poi trovano Shaggy e Scooby in una pelle di vacchetta. Si scopre che la pelle bovina è un indizio. I ladri di mucche si sono nascosti all'interno della pelle bovina per rubare il bestiame e hanno usato Tamuka come ragione per cui le mucche stavano scomparendo. Quindi, Shaggy e Scooby entrano nella pelle di mucca e vanno nella mandria per vedere chi li sta rubando e dove. Shaggy e Scooby vengono portati su un camion fino alle montagne e Fred. Daphne e Velma li seguono e li salvano, ma vengono catturati dal caposquadra che disse loro di scatenarsi in quel pascolo nascosto. Ma arriva lo zio Matt e intrappola il caposquadra. In macchina, è il fantasma indiano catturato. Zio Matt spiega che è stato strappato via da una fune nel tunnel e che il ladro di mucche avrebbe marchiato un altro segno per far sembrare che non fossero stati rubati. Smascherano il fantasma indiano ed è Lenny, il cuoco, e l'uomo vestito da mucca è Sam Farren.
- Mostri: Fantasma del toro Tamuka/Elicottero, il fantasma dello sciamano indiano/Lenny e la Mucca Parlante/Sam Farren

## Il diabolico squalo
In una notte di tempesta, due uomini dall'India hanno sorvolato l'oceano e sono atterrati in un aeroporto. Gli uomini portano una valigia piena di perle preziose e uno squalo congelato in un cubetto di ghiaccio. Più tardi quella notte, quando l'aeroporto è rinchiuso, il ghiaccio che circonda lo squalo inizia a sciogliersi .....
La banda è fuori a fare lo sci d'acqua un pomeriggio. Scooby e Shaggy sono fuori sull'acqua e Fred, Daphne e Velma sono sulla barca. Accendono la radio e un telegiornale riporta che due milioni di dollari di perle sono state rubate all'aeroporto. Velma è sconcertato perché le porte del magazzino erano chiuse a chiave e l'unico lì dentro era lo squalo. All'improvviso un vero squalo inizia a inseguire la banda e si schiantano contro una scogliera rocciosa. Salgono sulle rocce per aiutare a scoprire che si trovano ad Aqualand, un acquario sul lato della scogliera.
All'ingresso, si imbattono in un mostruoso squalo bipede! I ragazzi fuggono e riescono a perderlo. Ora la banda sa di avere un mistero da risolvere e si dirige verso l'ufficio del direttore. Entrano in ufficio e incontrano il direttore di Aqualand, il signor Dreyfuss che spiega a loro che crede che il loro scienziato, il Prof. Beaker, abbia riportato in vita lo squalo quando è stato trasportato ad Aqualand. Dice loro che il Prof. Beaker ha una specie di libro degli incantesimi. Vanno in laboratorio e parlano con il Prof. Beaker, e spiega che non ha fatto nulla del genere. Mostra loro lo squalo incassato - e lo squalo è ancora lì - congelato nel ghiaccio! Il prof. Beaker afferma di non aver visto il libro degli incantesimi. La banda va a parlare con Mr. Wells, l'assistente del direttore. Si separano e Shaggy e Scooby vengono inseguiti dallo Squalo Diabolico. Velma, Daphne e Fred si imbattono nel signor Wells, che dice di non aver mai visto lo squalo. Dice anche a Fred e alle ragazze, è interessato al lavoro di ebanisteria, ed è abile nel realizzare fondi falsi e scomparti segreti.
Shaggy e Scooby colpiscono i ristoranti e nel processo trovano il libro degli incantesimi e lo Squalo Diabolico. Fuggono e intanto Fred e le ragazze cercano il laboratorio del Prof. Beaker, trovando un mucchio di scatole di ostriche da un mercato del pesce. Quindi cercano nell'ufficio del signor Dreyfuss e trovano una brochure di una mostra di perle al museo, le stesse perle che sono state prelevate dall'aeroporto. Trovano anche una ricevuta di spedizione per le ostriche. Il signor Dreyfuss sembra sospetto. Scooby e Shaggy perdono lo squalo, ma gettano accidentalmente il libro degli incantesimi nel serbatoio del granchio. Si immergono nello stagno e riescono a recuperare il libro, e si imbattono in Fred e le ragazze, che scoprono che il libro che hanno trovato è solo un libro di cucina.
Lo Squalo Diabolico appare e ruba le ostriche che Scooby e Shaggy hanno pescato involontariamente fuori dal serbatoio. Cosa vuole uno squalo con un gruppo di ostriche ? Hanno messo una trappola, con Scooby che agisce come esca. Si ritorcerà contro, ma lo Squalo Diabolico rimane comunque intrappolato. Trovano preziose perle dentro le ostriche, le perle rubate all'aeroporto. Lo Squalo Diabolico è smascherato come Mr. Wells. Stava trascinando il demone in India e leggendo della spedizione di perle, quindi ha usato la sua abilità nell'ebanisteria per creare un compartimento segreto sotto lo squalo di ghiaccio. Si organizzò affinché il demone e le perle fossero spediti sullo stesso piano. Si nascose nello scompartimento e tornò negli Stati Uniti quando lo squalo e le perle furono rinchiuse in aeroporto, Wells sgattaiolò fuori, rubò le perle e si nascose all'interno dello scompartimento per essere consegnato ad Aqualand. Mise le perle dentro le ostriche del mercato del pesce di Sam e voleva spedirle in un altro Aqualand in Florida per farle superare i blocchi stradali della polizia. Ma il signor Dreyfuss non avrebbe permesso la spedizione, quindi ha dovuto spaventarlo. Quindi Wells può assumere l'incarico del gestore e autorizzare la spedizione da solo. Wells ha anche bluffato sul libro degli incantesimi per confondere tutti.
Scooby torna a sciare, ma questa volta con un costume da cavaliere per proteggersi dagli squali.
- Mostro: Squalo Diabolico/Mr. Wells

## Scooby-Doo e l'equipaggio svanito
Il professor Poisson, un oceanografo di fama mondiale, è impegnato in una missione a lui assegnata dal museo per andare a recuperare manufatti da una nave affondata chiamata Diablo Doro. Insieme a lui, è Mystery Inc .; Shaggy, Scooby, Daphne, Velma e Fred. Sono imbarcati su una nave chiamata Sea Prowler. Ma l'operatore della barca, Mr. Carp, avverte il professore e la banda che il Diablo Doro è sorvegliato dal fantasma del Capitano Pescado e del suo equipaggio di mostri marini. Il professore dice ai ragazzi che queste sono solo storie, quindi informa il capitano che stanno finendo il Diablo Doro. Cadono l'ancora e vanno a letto. Quella notte Scooby, Freddy e Shaggy vedono il fantasma del Capitano Pescado, un mostro di alghe e un mostro di polpo fuori dalla loro finestra nell'oceano. Informa le ragazze e vanno sul ponte per verificarlo. Lì trovano impronte bagnate che portano sulla barca. All'improvviso, il Capitano Pescado appare così come il Mostro Kelp, appare e insegue la banda. Incontrano il professor Poisson e lo avvertono. Il signor Carp e le mani del ponte salgono su una scialuppa di salvataggio e decidono di remare in porto a causa dei fantasmi.
La mattina dopo, la banda scopre che la cabina del professore è stata saccheggiata e il professor Poisson è scomparso. Sul pavimento, c'è un codice segreto con la lettera "IMCMMSC", il loro primo indizio. Decidono di cercare il professor Poisson. Scooby e Shaggy entrano nella cambusa e vengono rinchiusi all'interno dal polpo. Daphne, Velma e Fred vengono rinchiusi in una stanza ma riescono a fuggire attraverso un imbuto di ventilazione. Cercano Shag e Scoob, ma si separano e Velma si blocca nella sala macchine. Si arrampica attraverso il fumaiolo dove riesce a vedere la scialuppa di salvataggio in cui sono entrati il capitano e le mani del ponte. La banda si riunisce e scopre che la scialuppa di salvataggio è vuota e avariata, coperta di alghe e impronte bagnate. Si separarono, Velma, Shag e Scoob vanno nella sala radio per cercare di inviare un segnale di soccorso, e Fred e Daphne cercano di trovare il professore. Velma, Shaggy e Scooby inviano parte di un messaggio di soccorso usando il codice Morse, ma nel farlo avvisano il Mostro di alghe e il Polpo. I due mostri acquatici li inseguono tutti e tre. Fred e Daphne assistono al capitano Pescado che si immerge nuovamente nel relitto e poi si incontrano con Scooby, Shaggy e Velma.
Shaggy, Scooby e Velma equipaggiano mute da sub e si immergono nel Diablo Doro, e all'ingresso scoprono le bombole d'aria, di cosa hanno bisogno un fantasma e un mostro marino con le bombole? Scooby sfonda accidentalmente un vecchio muro e trova una stanza del tesoro, il fantasma e i mostri marini! Velma, Shaggy e Scooby vengono inseguiti fino al Sea Prowler. Lì trovano che i cattivi sono arrivati prima lì, e hanno spinto Fred e Daphne in un armadio. I fantasmi quindi saltano di nuovo in acqua e sollevano il sottomarino nella buca, impedendo ai mostri di salire a bordo. Velma spiega che devono prendere il tesoro dal relitto e nasconderlo a bordo. Con l'aiuto di metal detector, trovano il tesoro rinchiuso nel brigantino, insieme a un professore legato Poisson. Cercano di andare in radio per chiedere aiuto, ma Pescado, il Kelp Monster e il polpo salgono a bordo tramite la scala e inseguono Velma, Daphne e il professore e Fred, Shaggy e Scooby riescono a intrappolare Pescado e gli scagnozzi in una rete. La guardia costiera arriva in tempo per assistere al risultato; lo Spettro del Capitano Pescado viene smascherato come Mr. Carr, e il Mostro di alghe e il Polpo vengono smascherati come le mani del mazzo. La nota scarabocchiata "IMCMMSC" è errata. L'I è un 1, rendendolo "1MCMMSC". "1MC" sta per First Mate Carp e "MM" significa McFinn e McGil, le due mani del mazzo. "SC" significava che il professor Poisson stava provando a scrivere subacquei prima di essere attaccato. Il signor Carp stava cercando di rubare il tesoro dal relitto e riportarlo a bordo, i serbatoi d'aria che Velma, Scooby e Shaggy hanno visto hanno dimostrato che i presunti fantasmi che avevano visto non erano fantasmi.
Scooby si fa una risata indossando i tesori del Diablo Doro, dopo che Shaggy lo chiama il "cane da sei milioni di dollari".
- Mostri: Fantasma di Capitan Pescado/Signor Carp, Mostro di alghe/Signor McFinn e il Polpo/Signor McGil

## L'enigma del giocatore di rugby
Scooby, Shaggy, Fred, Velma e Daphne partecipano a una partita di Rugby in cui gareggiano gli Hawks contro i Cougars, facendo il tifo per gli Hawks. Ma all'improvviso si verificano fuochi d'artificio e, in mezzo a tutto il fumo e l'eccitazione, il protagonista della squadra, Flash Granger, scompare! E poi, il fantasma di un giocatore morto da tempo appare in cima al tabellone! La banda si dirige a casa del signor Prentice, il proprietario dello stadio, deciso a risolvere questo mistero. Il signor Prentice spiega che negli anni '30, un giocatore soprannominato Rambling Ghost, fu fischiato fuori dallo stadio, fece una maledizione e non fu mai più visto. E stasera al gioco, è tornato. La banda si mette al lavoro sul mistero.
Vanno alla sessione di prove della squadra e vengono avvisati da un altro giocatore, Crunch Connors. Quindi cercano l'area in cui Flash è scomparso. Crunch Connors inizia a saltare le gomme e poi scompare anche lui! All'improvviso il fantasma appare e li insegue tutti. Scooby e Shaggy si allontanano dal Rambler e si incontrano con la banda. Si separarono per cercare indizi. Scooby e Shaggy vanno negli spogliatoi e trovano un ritaglio di giornale, un indizio prezioso. Ma il fantasma appare, afferra il giornale e insegue Scooby e Shaggy nel bagno turco e poi nelle docce. Finalmente scappano e si incontrano con Fred e le ragazze. Velma, Daphne e Fred affermano di aver appena visto il fantasma entrare nel tabellone, quindi lo seguono. All'interno, trovano la stanza distrutta e l'operatore del tabellone segnapunti, Mr. Ellsworth, che dice che il fantasma lo ha attaccato.
Un giocatore di nome Bulldog appare e dice alla banda che ha visto anche il fantasma entrare nel tabellone. Di nuovo sul campo, la banda trova una botola nel terreno che conduce nel vecchio stadio - il nuovo stadio è stato costruito su quello vecchio. È così che Crunch Connors è scomparso. All'interno del tunnel si separarono e Velma, Scooby e Shaggy trovano una vecchia sala della hall of fame del trofeo. Vedono anche il fantasma con il giornale! Riescono a prendere il giornale e fuggire dal fantasma, ma cadono attraverso una botola in una stanza dove Flash Granger e Crunch Connors sono tenuti in ostaggio. Ma con l'aiuto di Scooby fuggono con Flash e Crunch.
Con una trappola inverosimile, riescono a intrappolare il fantasma. È smascherato come Mr. Ellsworth, l'operatore del tabellone segnapunti. Ma poi gli tolgono un'altra maschera di gomma, e non è il signor Ellsworth: è Buck Bender, un vecchio allenatore che il signor Prentice ha licenziato anni fa. Quel ritaglio di giornale aveva prove di incriminazione contro Buck Bender. Si stava vendicando allo stadio per averlo licenziato.
La banda ha celebrato quando gli Hawks diventano i campioni per aver battuto gli Sharks.
- Mostro: Fantasma del Giocatore di Rugby/Signor Ellsworth/Buck Bender

## Il fantasma dell'uomo arrabbiato
In una notte di pioggia, Shaggy guida la Mystery Machine fino a quando un gatto nero attraversa la strada, causando la sterzata e lo schianto di Shaggy nel garage della fabbrica Happy Humor Ice Cream. All'indagine, trovano le gomme soffiate e un enorme mucchio di ghiaccioli in mezzo alla strada. Un bollettino di notizie arriva alla radio nella Mystery Machine e annuncia che è stata rubata un furgone blindato contenente due milioni di dollari.
Fred, Daphne, Velma, Shaggy e Scooby entrano nella fabbrica di gelati alla ricerca di un telefono. Incontrano il signor Grizzley, il guardiano notturno, che li avverte di tre fantasmi technicolor e poi mostra loro un telefono. Ma quando Velma risponde al telefono, un messaggio minaccioso - avvertendo la banda sono condannati se restano lì - arriva oltre la linea. Poi all'improvviso compaiono i tre Fantasmi di Gelato; uno al cioccolato, uno alla vaniglia e uno alla fragola. Dopo che i fantasmi se ne sono andati, incontrano il proprietario della fabbrica, Avery Queen, che indossa il gesso sulla gamba e porta le stampelle. Fred dice alle ragazze di stare con Mr. Queen, e lui, Scooby e Shaggy si danno un'occhiata in giro, Shaggy e Scooby affermano che stanno per proteggere la Mystery Machine, ma il Fantasma Alla Vaniglia li insegue nel congelatore e li blocca dentro . Ma con loro sgomento, il gelato è ancora completamente congelato e duro come una roccia.
Fred informa le ragazze, Shaggy e Scooby e sono scomparse e vanno tutte a cercarle. Fred e le ragazze si imbattono in un garage pieno di camion dei gelati. Ma diversi indizi indicano che i camion non sono in realtà camion dei gelati come se fossero così pesanti da spaccare il pavimento e le porte sono bloccate. Ma improvvisamente appare il Fantasma Alle Fragole e li insegue. Di nuovo nel congelatore, Shaggy si mette su una costa invernale marrone, e appare il Fantasma Alle Fragole e crede che Shaggy sia il Fantasma Al Cioccolato! Ma poi appare l'altro Fantasma Al Cioccolato, e Shaggy fugge. Alla fine si incontra con Scooby, Fred, Velma e Daphne, ma non sono sollevati perché il Fantasma Alle Fragole appare di nuovo e li insegue. Fred mette una trappola, ma invece Shaggy vi cade dentro e il Fantasma scappa.
Vanno a cercare il signor Queen e lo trovano che corre senza le stampelle; lo inseguono in una stanza e lui svanisce. Il signor Queen sta diventando sospettoso - ha simulato la sua gamba rotta. Il Fantasma di Vaniglia e Fragola fa un'entrata. Velma, Daphne e Fred scappano ma Shaggy e Scooby cadono da un condotto d'aria e si chiudono nella stanza del latte. Scooby rompe accidentalmente la valvola nella macchina e questa va fuori controllo, riempiendo la stanza di latte.
Velma, Fred e Daphne trovano lattine di vernice bianca e si rendono conto che i camion dei gelati erano bianchi. Si precipitano nel garage dove scoprono che lo stesso camion che era abbastanza pesante da rompere il pavimento è coperto di vernice bianca. E il camion sembra che sia in acciaio solido. All'improvviso compaiono tutti e tre i fantasmi e inseguono Fred e le ragazze nel garage. Shaggy e Scooby escono dalla stanza del latte - e cadono attraverso un condotto d'aria, cadendo sui fantasmi, salvando Fred, Daphne e Velma. I tre imbroglioni tentano di scappare in un camion dei gelati, ma si schianta e ne escono tonnellate di denaro e la banda ha guidato altri due camion proprio accanto ai fantasmi bloccando le porte impedendo loro di uscire.
I fantasmi vengono smascherati come due scagnozzi e il signor Grizzley, che il poliziotto identifica come Sammy il Gambero, un abile dirottatore. Il signor Queen appare e spiega che il suo gesso finto era pieno dei suoi soldi - aveva paura che i fantasmi avrebbero rubato i suoi soldi se li avesse lasciati nella sua cassaforte. Sammy e i suoi due scagnozzi rapinarono quell furgone blindato menzionato alla radio e lo nascosero nel garage della fabbrica. Hanno quindi iniziato a dipingere il furgone blindato per sembrare un camioncino dei gelati per ingannare le autorità. Dopo che i criminali furono portati in prigione, Shaggy e Scooby banchettarono con molte Popsicle.
- Mostri: Fantasma Alla Vaniglia/Signor Grizzley, il Fantasma Alle Fragole/Complice del Signor Grizzley e il Fantasma Al Cioccolato/Complice del Signor Grizzley

## Scooby-Doo e i fantasmi della guerra d'Indipendenza
La banda fa visita al Washington DC, ma è stata catturata da un temporale. Shaggy suggerisce di alloggiare all'Istituto Splitsonian, che impressiona Velma per avere un'idea che non coinvolge il cibo. All'arrivo, vengono inconsapevolmente controllati da un fantasma. All'interno, trovano molti modelli, ma lo trovano privo di persone, una guardia di sicurezza cammina dicendo loro che il posto è perseguitato dai fantasmi. Mentre se ne va, li avverte che è quasi l'ora di chiusura. Hanno notato che le sue scarpe sono cigolanti e bagnate, quindi Fred dice di tenere gli occhi aperti. Shaggy vede un tableau di "Traditori della storia americana", con i manichini di cera di Benedict Arnold, William Demont e il maggiore Andre. Mentre tutti tranne Scooby si allontanano dai manichini, Scooby annusa il manichino di William, ma viene spinto via. Si nasconde sotto una gigantesca locomotiva che la banda ha esaminato. Improvvisamente, uno dei manichini accese la locomotiva, facendo molto rumore. Scooby cade attraverso una botola sotto il treno e atterra in un gin di cotone che si accende. La banda ha iniziato a cercare Scooby, chiedendo aiuto a un'altra guardia, il signor Clives, ma dice anche che è quasi ora di chiudere. Mentre se ne vanno, i manichini hanno ascoltato l'intera conversazione. Dopo essersi ritrovato alla locomotiva ancora operativa, Fred alla fine lo spegne e Scooby emette deboli "rilasci". Trovano la botola e Scooby aggrovigliato nella cintura del gin di cotone e procedono ad aiutarlo.
Mr. Clives e Mr. Grumper presumono che la banda sia già andata via e abbia iniziato il time lock.
Dopo aver tirato fuori Scooby, esaminano il gin di cotone e iniziano a cercare una via d'uscita. Trovano dei manichini extra per le figure di cera al piano di sopra, poi il fantasma di Benedict Arnold che li sigilla dentro, portandoli a dividersi e trovare un'altra via d'uscita.
Fred e le ragazze trovano impronte bagnate come quelle lasciate dal signor Grumper, le seguono in un vicolo cieco e ne vedono una che attraversa il muro. All'improvviso vedono i fantasmi di Benedetto e del maggiore Andre e fuggono.
Scooby prende un osso di dinosauro, facendo crollare lo scheletro e finisce per inseguire il fantasma di William Demont. Finiscono per schiantarsi mandando via i tre fantasmi e imbattersi negli altri.
Sono finalmente tornati di sopra e si sono imbattuti nel signor Clives che li informa che il museo è chiuso e ha chiuso un orario fino a mezzogiorno. Sentono che la locomotiva si riavvia e Mr. Grumper dice che si è acceso da solo ogni volta che l'ingegnere lo aggiusta. Scooby indietreggia contro un muro e gli cade una pelle d'orso. Una volta che i treni si fermano, spaventa accidentalmente l'ingegnere Mr. Wilt, fino a quando Velma rimuove la pelle d'orso. Spiega che dorme nel museo e deve riparare il treno ogni volta che parte. Mentre se ne va, la banda vede che lascia anche impronte bagnate e si dirige verso il seminterrato.
Cercano nel seminterrato, dove trovano che il vecchio gin di cotone inizia ad accendersi. Possono anche sentire il treno automatizzato che scende di sopra contemporaneamente. Velma ispeziona il gin di cotone e nota che molte delle sue parti sono più recenti rispetto al resto. Seguono le cinture del gin di cotone e le impronte bagnate fino alla fine del muro. Scooby attiva una leva che attiva un interruttore nascosto, consentendo al muro di girare. La banda segue una caverna allagata fino a un muro di cemento con un enorme foro praticato da una macchina. Scoprono lì enormi sacchi di denaro. Dall'altro lato del muro, ci sono dozzine di macchine da stampa. La banda cattura i tre fantasmi dopo che Scooby li intrappola con uno degli aerei antichi.
Hanno smascherato il Fantasma del Maggiore Andre, complice. Quindi smascherano il fantasma di William Demont, che è il signor Wilit, l'ingegnere cittadino. Alla fine, Shaggy si rivolge al fantasma di Benedict Arnold come "vecchio burbero burbero", e gli dice che la maschera è pronta. Tuttavia, quando smaschera il fantasma non è lui, ma l'allegro Mr. Clive.
Un agente del governo si presenta per arrestarli. La banda spiega che hanno messo i veri manichini di cera nello scantinato, e quando le oneste guardie hanno fatto il giro, hanno pensato che il museo fosse vuoto dando loro la possibilità di rimanere dentro tutta la notte e lavorare il trapano. Stavano cercando di scavare attraverso il muro del museo per raggiungere i soldi al suo interno. Hanno usato il gin di cotone per alimentare il trapano e la locomotiva doveva coprire il rumore in modo che nessuno se ne accorgesse. Il signor Wilit ha confessato di essere inciampato sui vecchi piani della fuga di tempesta abbandonata che correva alla zecca in alcuni vecchi file polverosi e ha escogitato un piano per rubare la zecca. Il signor Grumper rivela che i suoi piedi erano sempre bagnati a causa del sempre asciugare le impronte bagnate e le pozzanghere fatte dai fantasmi. Shaggy detiene una delle fatture che pensava fossero 200 hamburger, tuttavia, l'agente spiega che tutti gli sforzi dei fantasmi erano sprecati, poiché i soldi sono inutili.
- Mostri: Fantasma di Benedict Arnold/Signor Clive, il Fantasma di William Demont/Signor Wilit e il Fantasma del Maggiore Andre/Scagnozzo del Signor Clive e del Signor Wilit